# Буасси д’Англа, Франсуа-Антуан де

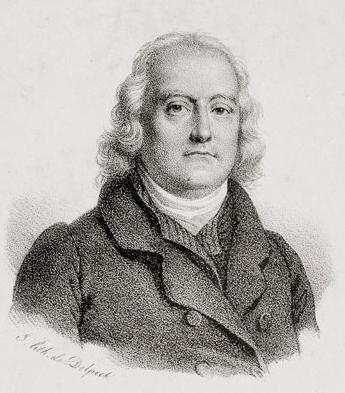
Портрет графа де Буасси д’Англа, худ-к Франсуа Дельпеш

Франсуа́-Антуа́н, граф де Буасси́ д’Англа́ (фр. François-Antoine, comte de Boissy d'Anglas; 8 декабря 1756, Сен-Жан-Шамбр — 20 октября 1826, Париж) — французский государственный деятель и публицист.
Член национального собрания 1789, потом член и президент конвента и затем совета 500, конституционалист, противник Робеспьера, в 1791 приговорён к ссылке, бежал, возвращён Бонапартом, в 1805 сенатор и граф, после падения Наполеона признал реставрацию; умер академиком и пэром.

## Биография и деятельность
Родился в 1756 году в Ардешском департаменте в протестантской семье. До революции был известным публицистом, членом сразу нескольких провинциальных Академий и Парижской Академии надписей и изящной словесности.
В национальном собрании он был депутатом от Анноне. Он первый провозгласил, что только представительство третьего сословия есть истинное народное представительство.
После роспуска учредительного собрания он был назначен генерал-прокурором в Ардешский департамент и в этой должности делал всё возможное, чтобы смягчить резкость революционных мер. Избранный в конвент, он подал голос против смертной казни короля, а за его заточение и изгнание, когда последнее будет возможно и безопасно для государства.

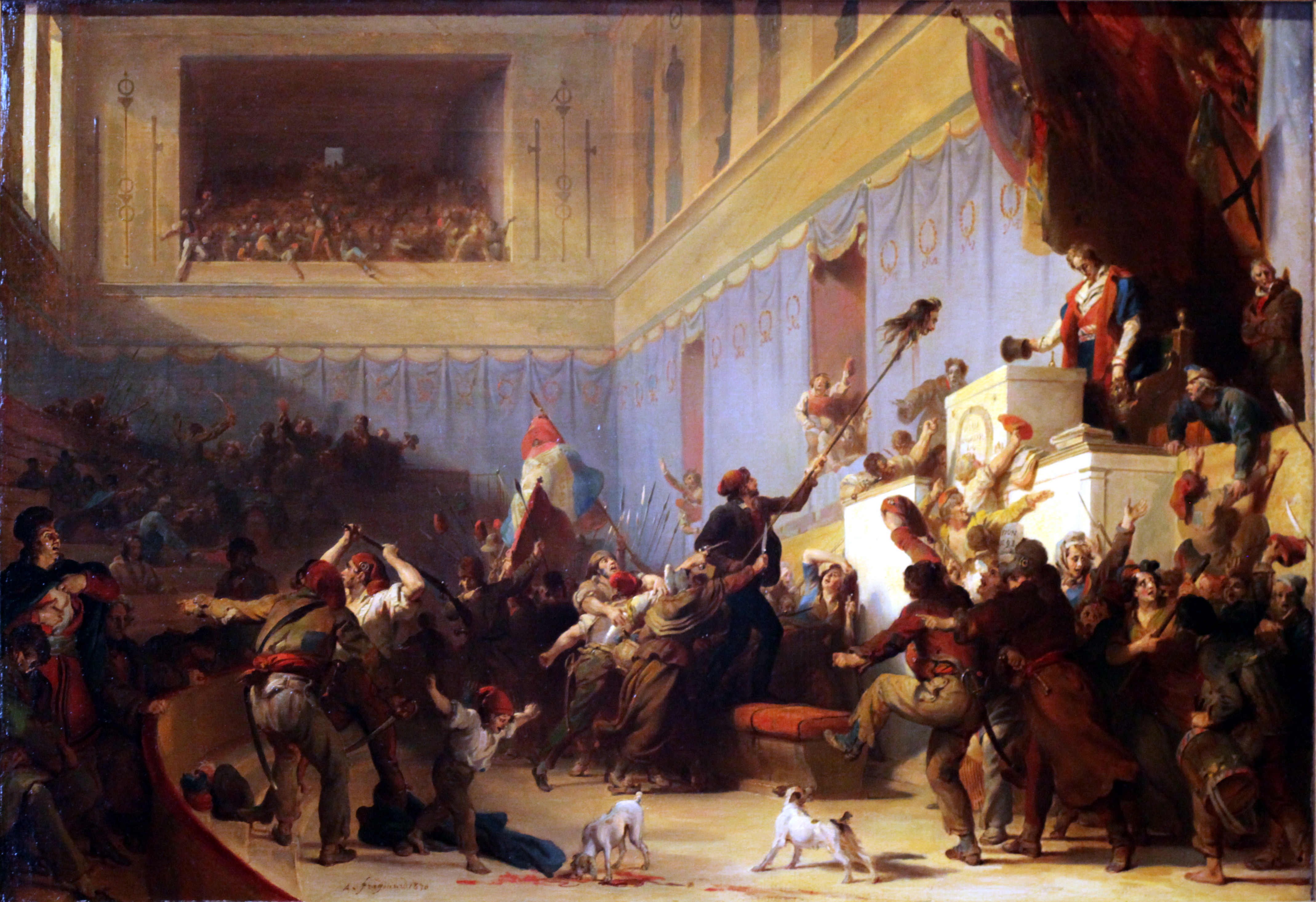
Александр-Эварист Фрагонар. «Буасси д’Англа приветствует голову депутата Феро» (1831).

Во время террора он старался по возможности менее выдвигаться, но в союзе с Тальеном и его друзьями способствовал падению Робеспьера. После этого он стал членом комитета безопасности и заведовал продовольствием Парижа. С точки зрения общественного мнения, он так запустил дела, что прозвище, которое ему дал народ, «Буасси-голод» («Boissy-Famine»), было распространено ещё при Директории.
Жизнь его во время восстания 1-го прериаля (20 мая) 1795 года висела на волоске; народ, считая его одним из виновников наступившего голода, чуть не убил его в здании конвента. Восставшие ворвались в зал заседаний конвента, депутат Феро (Jean-Bertrand Feraud), который пытался их успокоить, был убит, и голова его была насажена на пику. Председательствующий Буасси д’Англа поклонился отрубленной голове и мужественно оставался на своём месте.

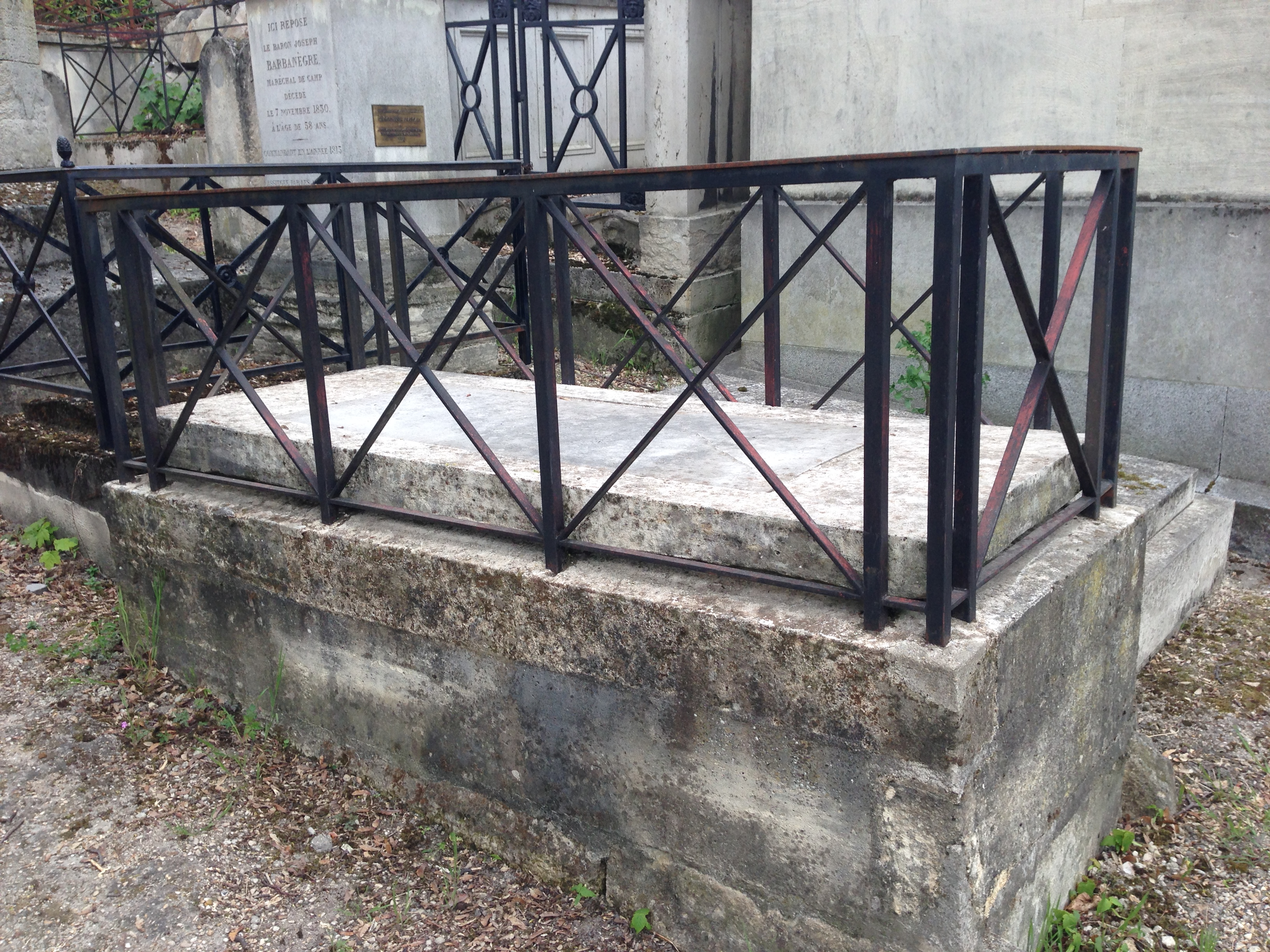
Могила на кладбище Пер-Лашез.

При директории Буасси несколько раз был президентом совета пятисот, но, обвинённый в сообщничестве с монархическим клубом Клиши, был приговорён, после 18-го фрюктидора, к ссылке и бежал в Англию. После государственного переворота Наполеон призвал его во Францию и назначил членом трибуната, а потом перевёл в сенат с титулом графа. Людовик XVIII сделал его пэром Франции. И при Бурбонах Буасси оставался защитником суда присяжных, свободы печати и горячо восставал против придворной партии.
Был избран членом Академии надписей и изящной словесности.
Умер в 1826 году в Париже.

## Образ в кино
- «Наполеон: путь к вершине» (Франция, Италии, 1955) — актёр Жак Варенн[фр.]

## Издания
- «Essai sur la vie de M. de Malesherbes» (Париж, 1819—21 гг., 2 т.);
- «Études littéraires et poétiques» (1826, 6 т.).